# آنتونی فیلد
آنتونی فیلد (انگلیسی: Anthony Field؛ زادهٔ ۸ مهٔ ۱۹۶۳) موسیقی‌دان اهل استرالیا است. وی از سال ۱۹۷۹ میلادی تاکنون مشغول فعالیت بوده‌است.
وی از بنیانگذاران و اعضایِ اصلیِ گروه موسیقی کودکانِ ویگلز است.